# François Heigel
François Heigel (1889-1966)  est un artiste peintre lorrain, actif dans la première moitié du XXe siècle.

## Biographie
François Heigel naît à Montigny-lès-Metz, commune d'Alsace-Lorraine, le 28 septembre 1889. Il est initié à la peinture par sa sœur ainée. Atteint de surdité peu avant la Première Guerre mondiale, il se consacre alors pleinement à sa passion. Son handicap lui permettant de ne pas être envoyé sur le front, il se marie en 1917. Il voyage ensuite en Europe, notamment aux Pays-Bas, pour parfaire sa technique. Heigel donne des cours de dessin dans la continuité de sa carrière artistique. En 1928, il devient l’élève de Pougeon et de Barillet à l’École nationale supérieure des beaux-arts de Paris. À partir de 1930, François Heigel expose régulièrement avec le Groupement des Artistes Mosellans. 
François Heigel meurt à Metz, le 18 juin 1966.

## Son œuvre
Il a une prédilection pour la cathédrale de Metz.
S’inspirant du Pays messin, le peintre a laissé de nombreux paysages, mais aussi des scènes de vie, comme ses vues de Metz, de la cathédrale, de ses rues, de ses places.